# Liste der Monuments historiques in Nanteuil-le-Haudouin
Die Liste der Monuments historiques in Nanteuil-le-Haudouin führt die Monuments historiques in der französischen Gemeinde Nanteuil-le-Haudouin auf.

## Liste der Bauwerke
| Bezeichnung        | Beschreibung              | Standort | Kennzeichnung | Schutzstatus | Datum | Bild           |
| ------------------ | ------------------------- | -------- | ------------- | ------------ | ----- | -------------- |
| Kirche St-Pierre   |                           | (Lage)   | PA00114768    | Classé       | 1908  | weitere Bilder |
| Ehemaliges Schloss | Erbaut im 17. Jahrhundert |          | PA00114767    | Inscrit      | 1950  | weitere Bilder |

## Liste der Objekte
- Monuments historiques (Objekte) in Nanteuil-le-Haudouin in der Base Palissy des französischen Kultusministeriums